# Alfie Hewett
Pour les articles homonymes, voir Hewett.
Alfie Hewett, né le 6 décembre 1997 à Norwich, est un joueur professionnel de tennis en fauteuil roulant britannique.
Début 2018, il devient numéro 1 mondial à 20 ans.

## Carrière
Début 2013, Alfie Hewett se classe no 1 mondial junior à l'âge de 15 ans. Associé à Gordon Reid, il remporte le British Open en 2015, le tournoi de Wimbledon en 2016 et 2017 contre la paire française Houdet-Peifer puis l'US Open en 2017 contre cette même paire.
Il est connu pour avoir remporté deux médailles d'argent aux Jeux paralympiques de Rio en 2016, en double mais également en simple où, tête de série no 13, il a atteint la finale en simple en éliminant Nicolas Peifer, Stefan Olsson et Joachim Gérard.
En 2017, il remporte son premier Grand Chelem en simple à Roland-Garros contre Gustavo Fernández en sauvant deux balles de matchs (0-6, 7-69, 6-2), puis le Masters de fin de saison en battant son compatriote Gordon Reid en finale. Il remporte par ailleurs le tournoi de double associé à ce dernier.
Il s'offre son premier titre dans la catégorie Super Series en mars 2018 au Cajun Classic de Baton Rouge contre Shingo Kunieda. Début septembre, il bat de nouveau le japonais en finale du tournoi US Open USTA Wheelchair Championships de Saint-Louis, puis à l'US Open (6-3, 7-5). Il y signe un doublé l'année suivante en triomphant de Stéphane Houdet en finale (7-69 7-65).
En 2021, avec son partenaire de double Gordon Reid, ils réalisent le grand chelem calendaire en remportant les 4 tournois consécutivement ainsi que le Masters de fin d'année.

## Palmarès

### Jeux paralympiques
- Rio de Janeiro 2016 :
  -  médaillé d'argent en simple messieurs
  -  médaillé d'argent en double messieurs avec Gordon Reid

- Tokyo 2020 :
  -  médaillé d'argent en double messieurs avec Gordon Reid

- Paris 2024 :
  -  médaillé d'argent en simple messieurs
  -  médaillé d'or en double messieurs avec Gordon Reid

### Tournois du Grand Chelem

#### Victoires en simple (10)
| Année | Tournoi          | Adversaire en finale | Score          |
| 2017  | Roland-Garros    | Gustavo Fernández    | 0-6, 7-69, 6-2 |
| 2018  | US Open          | Shingo Kunieda       | 6-3, 7-5       |
| 2019  | US Open          | Stéphane Houdet      | 7-69, 7-65     |
| 2020  | Roland-Garros    | Joachim Gérard       | 6-4, 4-6, 6-3  |
| 2021  | Roland-Garros    | Shingo Kunieda       | 6-3, 6-4       |
| 2022  | US Open          | Shingo Kunieda       | 7-62, 6-1      |
| 2023  | Open d'Australie | Tokito Oda           | 6-3, 6-1       |
| 2023  | US Open          | Gordon Reid          | 6-4, 6-3       |
| 2024  | Wimbledon        | Martín de la Puente  | 6-2, 6-3       |
| 2025  | Open d'Australie | Tokito Oda           | 6-4, 6-4       |

#### Victoires en double (23)
| Année | Tournoi          | Partenaire  | Adversaires en finale                   | Score             |
| 2016  | Wimbledon        | Gordon Reid | Stéphane Houdet / Nicolas Peifer        | 4-6, 6-1, 7-66    |
| 2017  | Wimbledon        | Gordon Reid | Stéphane Houdet / Nicolas Peifer        | 56-7, 7-5, 7-63   |
| 2017  | US Open          | Gordon Reid | Stéphane Houdet / Nicolas Peifer        | 7-5, 6-4          |
| 2018  | Wimbledon        | Gordon Reid | Joachim Gérard / Stefan Olsson          | 6-1, 6-4          |
| 2018  | US Open          | Gordon Reid | Stéphane Houdet / Nicolas Peifer        | 5-7, 6-3, [11-9]  |
| 2019  | US Open          | Gordon Reid | Gustavo Fernández / Shingo Kunieda      | 1-6, 6-4, [11-9]  |
| 2020  | Open d'Australie | Gordon Reid | Stéphane Houdet / Nicolas Peifer        | 4-6, 6-4, [10-7]  |
| 2020  | Roland-Garros    | Gordon Reid | Gustavo Fernández / Shingo Kunieda      | 7-64, 1-6, [10-3] |
| 2020  | US Open          | Gordon Reid | Stéphane Houdet / Nicolas Peifer        | 6-4, 6-1          |
| 2021  | Open d'Australie | Gordon Reid | Stéphane Houdet / Nicolas Peifer        | 7-5, 7-63         |
| 2021  | Roland-Garros    | Gordon Reid | Stéphane Houdet / Nicolas Peifer        | 6-3, 6-0          |
| 2021  | Wimbledon        | Gordon Reid | Tom Egberink / Joachim Gérard           | 7-5, 6-2          |
| 2021  | US Open          | Gordon Reid | Gustavo Fernández / Shingo Kunieda      | 6-2, 6-1          |
| 2022  | Open d'Australie | Gordon Reid | Gustavo Fernández / Shingo Kunieda      | 6-2, 4-6, [10-7]  |
| 2022  | Roland-Garros    | Gordon Reid | Gustavo Fernández / Shingo Kunieda      | 7-65, 7-65        |
| 2023  | Open d'Australie | Gordon Reid | Maikel Scheffers / Ruben Spaargaren     | 6-1, 6-2          |
| 2023  | Roland-Garros    | Gordon Reid | Gustavo Fernández / Martín de la Puente | 7-69, 7-5         |
| 2023  | Wimbledon        | Gordon Reid | Takuya Miki / Tokito Oda                | 3-6, 6-0, 6-3     |
| 2024  | Open d'Australie | Gordon Reid | Takuya Miki / Tokito Oda                | 6-3, 6-2          |
| 2024  | Roland-Garros    | Gordon Reid | Takuya Miki / Tokito Oda                | 6-1, 6-4          |
| 2024  | Wimbledon        | Gordon Reid | Takuya Miki / Tokito Oda                | 6-4, 7-62         |
| 2025  | Open d'Australie | Gordon Reid | Daniel Caverzaschi / Stéphane Houdet    | 6-2, 6-4          |
| 2025  | Roland-Garros    | Gordon Reid | Stéphane Houdet / Tokito Oda            | 6-1, 1-6, [10-7]  |

### Masters

#### Victoires au Masters en simple (3)
| Année | Lieu         | Finaliste         | Résultat       |
| ----- | ------------ | ----------------- | -------------- |
| 2017  | Loughborough | Gordon Reid       | 6-3, 6-2       |
| 2021  | Orlando      | Gustavo Fernández | 7-66, 4-6, 6-4 |
| 2023  | Barcelone    | Gustavo Fernández | 4-6, 6-1, 6-3  |

#### Victoires au Masters en double (3)
| Année | Lieu      | Partenaire  | Finalistes                              | Résultat         |
| ----- | --------- | ----------- | --------------------------------------- | ---------------- |
| 2017  | Bemmel    | Gordon Reid | Stéphane Houdet / Nicolas Peifer        | 1-6, 6-4, 7-5    |
| 2021  | Orlando   | Gordon Reid | Stéphane Houdet / Nicolas Peifer        | 6-4, 6-1         |
| 2023  | Barcelone | Gordon Reid | Martín de la Puente / Gustavo Fernández | 3-6, 6-2, [10-6] |